# Ломоносовский округ
Ломоносовский округ — один из девяти территориальных округов Архангельска. Расположен в центральной части города, от Воскресенской улицы до улицы Октябрят. Второй по численности населения округ Архангельска после Октябрьского.

## Население
| 2002    | 2008    | 2010    | 2011    | 2012    | 2013    | 2014    |
| ------- | ------- | ------- | ------- | ------- | ------- | ------- |
| 72 869  | ↗82 140 | ↘70 071 | ↘68 665 | ↗70 116 | ↗70 919 | ↗70 987 |
| 2015    | 2016    | 2021    |         |         |         |         |
| ↗71 079 | ↗71 885 | ↘62 575 |         |         |         |         |

## История
В 1939 году, согласно указу президиума Верховного совета РСФСР от 20 августа 1939 года «Об образовании нового района в г. Архангельске», за счёт разукомплектования Октябрьского района был образован Ломоносовский район. 7 октября 1955 года указом президиума Верховного совета РСФСР № 741/3 Ломоносовский район расширил свои границы, вобрав в себя Первомайский район. В 1980-е годы Ломоносовский район стал крупнейшим районом города, насчитывавшим около 160 тысяч человек.
В 1991 году, в соответствии с постановлением мэра г. Архангельска от 13 ноября 1991 года № 2 и решением Архангельского городского совета депутатов от 15 ноября 1991 года № 88 «Об образовании территориальных городских округов», была произведена реорганизация структуры органов управления города, в результате которой ликвидировано деление на районы и образованы 9 территориальных округов, в том числе Ломоносовский: от реки Северная Двина по створу улицы Октябрят до пересечения с границей Октябрьского округа — по смежной границе до реки Северной Двины.

## Инфраструктура
На территории находятся Детская областная больница, железнодорожный, морской речной и автовокзалы, городской рынок, Северный (Арктический) федеральный университет имени М. В. Ломоносова (ранее — ПГУ и АГТУ), колледжи, училища, Дворец спорта, центры торговли.